# SmithDavidson Gallery
SmithDavidson Gallery is een Nederlandse galerie.
De galerie toont moderne en hedendaagse kunst in verschillende media en verwerft en presenteert werk van kunstenaars, in wie de galerie belangrijke vernieuwers ziet. De galerie werd in 1969 opgericht in Den Haag als Leslie Smith Gallery. In 2007 verhuisde de galerie naar Amsterdam en nam later de naam SmithDavidson Gallery aan.
SmithDavidson Gallery bezit een collectie moderne hedendaagse en Australische Aboriginal kunst. De galerie heeft drie vaste locaties, in Amsterdam, Mexico City en Miami. De galerie helpt verzamelaars bij het opbouwen en onderhouden van collecties en neemt deel aan internationale kunstbeurzen, zoals Zona Maco, PAN Amsterdam, Art Miami en EXPO Chicago.

## Geschiedenis en ontwikkeling
Bij de oprichting in 1969 was de galerie gespecialiseerd in 19e-eeuwse Nederlandse schilderkunst. Leslie Smith bedacht voor een tentoonstelling in het Frans Hals Museum in Haarlem in 1986
voor dat tijdperk de term 'De Tweede Gouden Eeuw van de Nederlandse Kunst'.
In 1990 nam David Smith, de zoon van Leslie, het stokje over en de galerie verlegde haar focus naar 20e-eeuwse, moderne en hedendaagse kunst. In 2007 werd Gabrielle Davidson betrokken bij de galerie. In 2007 verhuisde de galerie naar Amsterdam en nam later de naam SmithDavidson Gallery aan. In 2016 werd in Miami een tweede vestiging geopend.
SmithDavidson Gallery is ook bekend geworden door het presenteren van moderne en hedendaagse Australische Aboriginal-schilderkunst. David Smith en Gabrielle Davidson zijn beide gespecialiseerd in dit vakgebied en de afgelopen tien jaar hebben zij een privécollectie van deze schilderkunst opgebouwd. Nadat ze in 2006 met deze kunst voor het eerst kennis hadden gemaakt tijdens een reis naar Australië, begonnen ze met verzamelen en het jaar daarop opende Simon Levie, de voormalig directeur van het Rijksmuseum, hun eerste Aboriginal Art tentoonstelling in de galerie in Amsterdam. Sindsdien heeft de galerie publicaties en exposities gepresenteerd, waaronder "Signs and Traces, Contemporary Aboriginal Art" in Polen en "ORIGINS, Australian Aboriginal Art from the SmithDavidson Collection".
Sinds 2020 organiseert de galerie ook virtuele rondleidingen en online tentoonstellingen. De galerie heeft verschillende vestigingen: twee in Amsterdam (in het Museumkwartier en in Amsterdam-Zuid), een expositieruimte in Polanco (Mexico-Stad) en een galerie in Miami Ironside.

## Exposities
2021
- Lita Cabellut - Solo-expositie (Amsterdam)
- Marie Cecile Thijs - Solo-expositie (Miami)
- Icons - Groepsexpositie door Marc Lagrange en Federico Bianchi (Amsterdam)
- Eternal Beauty - Groepsexpositie (Amsterdam)

2020
- December Group Show - Groepsexpositie (Amsterdam)
- PAN Amsterdam 2020 Digital by SmithDavidson Gallery - Online groepsexpositie (Platform)
- Gavin Rain - Online solo-xpositie (Platform)
- Soul - Solo-expositie door Ronald A. Westerhuis (Amsterdam)
- In Bloom 2020 | A month of celebration of Zhuang Hong Yi - Solo-expositie (Amsterdam, Miami, Mexico City)
- Origins | Australian Aboriginal Art from the SmithDavidson Collection - Groepsexpositie (Amsterdam)
- Flat Depth - Solo-expositie door Paul Rousso (Amsterdam)
- Marie Cecile Thijs - Solo-expositie (Amsterdam)

2019
- Journey - Groepsexpositie door Zhuan Hong Yi, Federico Bianchi, Frank van der Meijden en Willem van Weeghel (Amsterdam)
- Days in the Sun - Groepsexpositie (Amsterdam)
- Contemporary Australian Aboriginal Art - Groepsexpositie (Amsterdam)
- The Photography Show - Groepsexpositie door Marc Lagrange, Marie Cécile Thijs en Federico Bianchi (Amsterdam)
- One Step Back - Solo-expositie door Gavin Rain (Amsterdam)

2018
- East meets West - Groepsexpositie (Amsterdam)
- Chocolate - Solo-expositie door Marc Lagrange (Miami)
- Zhuang Hong Yi - Solo-expositie (Amsterdam)
- Between Heaven and Earth - Solo-expositie door Marie Cecile Thijs (Miami)
- Chocolate - Solo-expositie door Marc Lagrange (Amsterdam)

2017
- Season Opening Exhibition - Groepsexpositie (Miami)
- 'Egenis' | Ile-A-Vache A Year After Hurricane Matthew - Fundraising expositie door Jason Henry en Stefanie Moshammer (Miami)
- Dutch Portraitist & Surrealist - Solo-expositie door Marie Cecile Thijs (Galerie Catherine Niederhauser, Lausanne, CH)
- Time Suspended II - Groepsexpositie door Paul Rousso en Gavin Rain (Amsterdam)
- Sign of the Times - Solo-expositie door Frank van der Meijden (Amsterdam)
- Time Suspended I - Groepsexpositie door Paul Rousso en Gavin Rain (Miami)

2016
- Argentum - Solo-expositie door Marie Cecile Thijs (Amsterdam)
- Mix and Match - Groepsexpositie (Miami)
- Equilibrium - Solo-expositie door Anna den Drijver (Amsterdam)
- Introducing Papunya | Modern and Contemporary Aboriginal Art - Groepsexpositie (Amsterdam)
- Utopia | Abstract Expressionism from the Desert - Groepsexpositie door Emily Kame Kngwarreye, Kudditji Kngwarreye en Minnie Pwerle

2015
- Marcel Pinas - Solo-expositie (Amsterdam)
- Global Art Exhibition - Groepsexpositie (Amsterdam)
- Signs and Traces | Contemporary Aboriginal Exhibition - Groepsexpositie samengesteld met kunstwerken uit de SmithDavidson Collectie (Cultural Institute Zamek, Poznań, PL)
- Marc Lagrange - Solo-expositie (Amsterdam)

## Vertegenwoordigde kunstenaars
Hedendaagse kunstenaars
- Banksy
- Emily Kame Kngwarreye
- Federico Bianchi
- Frank van der Meijden
- Freddie Timms
- Gavin Rain
- George Tjungurrayi
- Irene Zundel
- Lita Cabellut
- Marc Lagrange
- Marie Cécile Thijs
- Naata Nungurrayi
- Paul Rousso
- Ronald A. Westerhuis
- Warlimpirrnga Tjapaltjarri
- Willem van Weeghel
- Zhuan Hong Yi

Moderne kunstenaars
- Alexander Calder
- Karel Appel
- Lucio Fontana
- Marino Marini
- Miroslav Tichy
- Sam Francis